# Интернациональный типографический стиль
Интернациональный типографический стиль — направление графического дизайна, сформировавшееся в 1920-е — 1930-е годы. Интернациональный типографический стиль может быть оценен как основа современной графической системы и платформа, на которой сформированы основные направления современного дизайна. Интернациональный стиль можно рассматривать как основу классического швейцарского дизайна.
Интернациональный типографический стиль — графическая система, реализованная в графическом дизайне разных стран (в том числе в Германии, США, Франции, Японии и России). Тем не менее, основные принципы этого направления были сформированы и определены швейцарскими и немецкими дизайнерами.
Интернациональный типографический стиль сформировался под влиянием интернационального стиля и классического модернизма. Иногда полагают, что интернациональный типографический стиль и сформировавшийся на его основе швейцарский дизайн подчеркивают чистоту, удобочитаемость и объективность. Тем не менее, большинство исследователей обращает внимание на тот факт, что нет никаких оснований говорить о специальном функциональном комфорте этих направлений.
Интернациональный типографический стиль связывают с появлением асимметричных макетов, сетки, гротесков (таких как «Акциденц-Гротеск»), а также выравниванием по левому краю и рваным краем текста справа (без заполнения по ширине). Интернациональный типографический стиль также отдавал предпочтение использованию фотографий, положив начало традиции использования фотографии вместо иллюстраций или рисунков. В Интернациональном типографическом стиле основным художественным элементом является типографика.

## Проблема термина

### Интернациональный типографический стиль и Швейцарская школа
Существуют сложности в определении границ Интернационального типографического стиля. Иногда, термин рассматривают как синоним понятия «Швейцарский стиль» — явления, получившего распространение в интернациональной типографике и швейцарском дизайне в 1950-е — 1960-е годы. Тем не менее, Интернациональный типографический стиль и Швейцарский стиль — разные явления. Возникновение принципов Интернационального типографического стиля связывают с именем немецкого графика и типографа Яна Чихольда, соотнося его основы с периодом 1920-х — 1930-х годов. Чихольда принято считать представителем Интернационального типографического стиля, но его не относят к мастерам Швейцарской школы. Традиционно термин «Интернациональный типографический стиль» используют как название, определяющее состояние интернациональной графики в 1920-е — 1930-е годы. Понятие «Швейцарский стиль» принято ограничивать 1950 — 1960-ми годами и связывать с универсальными графическими системами этого периода. Несмотря на противоречия и расхождения, эти термины иногда используют как синонимы.

### Интернациональный типографический стиль и Интернациональный стиль
Также «Интернациональный типографический стиль» содержательно связан с понятием Интернационального стиля в архитектуре. Это явление, в свою очередь, относят к 1930-м— 1960-м годам и связывают с выставкой «Современная архитектура: интернациональная выставка», которая в 1932 году проходила в Музее современного искусства в Нью-Йорке. Визуальная система, обозначенная в рамках Интернационального стиля, сформировала основу общей художественной доктрины в разных областях дизайна и архитектуры и сформировала основы интернационального модернизма.

## Общая характеристика
Интернациональный типографический стиль может быть определен как универсальная графическая система. Термин «Интернациональный типографический стиль» предполагает, с одной стороны, широкое распространение его графических приемов, а с другой — их универсальный характер. Географически, элементы и приемы Интернационального типографического стиля были использованы в разных странах. Содержательно, Интернациональный типографический стиль подразумевал использование унифицированных элементов, основанных на принципе стандартизированной модульной сетки.

## Особенности стиля
Принципы Интернационального типографического стиля были обозначены в работах Яна Чихольда и получили систематическое развитие в 1930-е годы. Это направление предполагает комплекс признаков, к которым традиционно относят: использование модульной сетки, использование асимметричного макета, использование шрифтов без засечек (гротески), выравнивание по левому краю и рваный край текста справа. Интернациональный типографический стиль отдавал предпочтение фотографиям, вместо рисованных иллюстраций.
Провозглашенными целями Интернационального типографического стиля называют ясность, объективность и удобочитаемость. В то же время, решение этих задач является спорным и неоднократно подвергалось сомнениям разными авторами.

### Модульные сетки
Основой Интернационального типографического стиля является использование модульных сеток и базовых модулей при создании графических работ. Фактически, метод Интернациональной типографики подразумевал создание шаблона, который мог быть использован как основа в графическом дизайне.

### Асимметричная верстка
Важным приемом Интернационального типографического стиля считается асимметричная система верстки. Графические объекты расположены таким образом, чтобы избежать однотипности, симметрии и однообразия.

### Шрифты без засечек
Одним из приемов Интернационального типографического стиля стало использование простых шрифтов — то есть, шрифтов подчеркнуто простых по своим очертаниям. Предпочтение было отдано шрифтам без засечек, к которым, в частности, относится семейство гротесков. Простые шрифты использовались как антитеза антикве, широко распространенной во второй половине XIX века. Использование простых шрифтов без засечек стало одним из признаков нового дизайна.

### Выравнивание по левому краю
Типичный прием Интернационального типографического стиля — выравнивание текста по левому краю и рваный край текста справа. Интернациональный типографический стиль отказался от сплошного выравнивания текста, считая такой прием излишне монотонным.

### Свободное пространство
Важной особенностью Интернационального типографического стиля стал интерес дизайнеров к использованию пустого пространства. Если классическая верстка стремилась к полному освоению графической поверхности, то представители Интернационального типографического стиля оставляли пустое пространство при верстке, считая его важным инструментом баланса изображения.

### Использование фотографии
Вместо рисованных иллюстраций в рамках Интернационального типографического стиля, а позднее — Швейцарской графики использовались фотографии. Этот прием был новым для ранних образцов Интернационального типографического стиля. Использование фотографии для иллюстрирования текста находит параллели среди таких направлений как Конструктивизм и Баухаус. Фотография как иллюстративный материал в рамках Интернационального типографического стиля опиралась на принципы Нового ви́дения.

## Основные этапы формирования стиля

### 1920-е — 1930-е годы: Ян Чихольд
Систематически принципы Интернационального типографического стиля были сформулированы Яном Чихольдом. Новые идеи были сформированы им как принципы «Новой типографики» в 1920-е годы. Эти положения, обозначенные и использованные разными художественными течениями — например, такими как Конструктивизм, Де Стил, Баухаус — были систематически изложены Чихольдом в его теоретических работах. Ян Чихольд объединил и систематически представил принципы новой типографики в виде единой программы. Эта программа обозначила базовые принципы Интернационального типографического стиля. Основные принципы Интернационального типографического стиля — принцип модульной сетки, асимметричный макет, шрифты без засечек (гротески), выравнивание по левому краю, использование фотографий в качестве иллюстраций — были изложены Чихольдом в его работе «Новая типографика», вышедшей отдельным изданием в 1928 г.

## Предшественники и связанные движения
В начале XX века возник целый ряд художественных течений, которые использовали графические решения, близкие Интернациональному типографическому стилю.
Супрематизм, возникший в 1913 году, является еще одним русским художественным движением, подобным образом ориентированным на упрощение и чистоту геометрических форм.
Де Стейл — голландское художественное движение, получившее известность в 1917—1930-е годы. Называемое неопластицизмом, это художественное направление стремилось отразить новый утопический идеал духовной гармонии и порядка. Это была форма чистой абстракции, которая редуцировала основы формы и цвета, использовала горизонтальные и вертикальные компоновки, а также только черный, белый и основные цвета (желтый, красный и синий). Сторонниками данного движения были такие художники, как Пит Мондриан, Вильмес Гусар и Роберт ван дер Хофф, архитекторы Геррит Ритвельд, Роберт ван Хофф и Якобус Йоханнес.
Конструктивизм — это философия архитектуры и искусства, возникшая в России в 1920-е годы. Стиль развивался за счет объединения в абстрактные подвижные и структурные формы разнообразных конструктивных элементов. Отличительными чертами движения являются редукция геометрических форм, фотомонтаж и упрощенные палитры.
Баухауз — немецкое движение, которое подчеркивало чистоту геометрии, отсутствие орнамента и следовало девизу: «форма следует за функцией». Школа была основана Вальтером Гропиусом. Цель состояла в разработке формы, следующей за функцией.

## Итоги и влияние
Интернациональный типографический стиль оказал принципиальное влияние на развитие Швейцарской школы. Считается, что Интернациональный типографический стиль сделал возможным появление современных графических стилей. Полагают, что Интернациональный типографический стиль оказал воздействие на формирование современного компьютерного дизайна — в частности, такого явления как Flat Design.

## Проблема функционализма
Интернациональный типографический стиль принято оценивать как стиль прикладной, где основные приемы ориентированы на удобство чтения. В частности, Эрнст Келлер утверждал, что дизайн-решение всегда должно с должным вниманием относиться к содержанию. В то же время, этот тезис оценивается как спорный. Функционализм был главной идеей текстов Яна Чихольда и Йозефа Мюллер-Брокмана. Миф о ясности Интренационального типографического стиля стал одной их его характеристик и в критике последующих лет. Тем не менее, ясность чтения в Швейцарском дизайне — скорее, провозглашенная цель, нежели достигнутый результат. Исследователи обращают внимание, что нет никаких оснований утверждать, будто предложенный в рамках Интернацинального стиля набор графических приемов обеспечивает ясность и простоту чтения или легкость в восприятии текста.

## Также по этой теме
- Швейцарский стиль (дизайн)
- Интернациональный стиль (архитектура)
- Новое ви́дение
- Функционализм
- Гельветика
- Билль, Макс
- Йозеф Мюллер-Брокман
- Эрнст Келлер